# Double disc court
Il Double disc court è una delle 10 discipline del frisbee.
Il Double Disc Court (DDC) è uno sport di squadra giocato con due frisbee su un campo diviso in due metà. Due squadre, composte da due giocatori ciascuna, si sfidano cercando di segnare punti facendo atterrare i dischi nel campo avversario o inducendo l'altra squadra a commettere errori. Il DDC è una disciplina apprezzata per la sua combinazione di abilità tecniche, strategia e rapidità di esecuzione.

## Storia
Il Double Disc Court è stato inventato negli anni '70 negli Stati Uniti da Jim Palmeri, un appassionato di frisbee che cercava di sviluppare una disciplina incentrata sulle abilità di lancio e ricezione. Il gioco è stato incluso nei campionati della World Flying Disc Federation (WFDF) e ha guadagnato popolarità tra gli appassionati di sport con il frisbee, in particolare in Nord America, Europa e Giappone.

## Regole di gioco

### Il campo
Il campo di Double Disc Court è composto da due aree quadrate di 13 x 13 metri, separate da una distanza di 17 metri. Ogni squadra occupa una delle due aree di gioco e deve difenderla dagli attacchi degli avversari.

### Equipaggiamento
Il gioco si svolge con due frisbee identici, solitamente del tipo Wham-O 110g, che devono essere utilizzati contemporaneamente.

### Svolgimento del gioco
- Il gioco inizia con un "volley", ovvero il simultaneo lancio di entrambi i dischi da parte di ciascuna squadra verso il campo avversario.
- I giocatori possono lanciare il disco in qualsiasi modo, ma devono restituirlo immediatamente dopo averlo ricevuto.
- Una squadra guadagna punti nei seguenti casi:
- Il disco atterra all’interno del campo avversario senza essere preso (*punto diretto*).
- Un avversario lascia cadere il disco o lo lancia fuori dal campo (*errore di ricezione*).
- La squadra avversaria tiene entrambi i dischi contemporaneamente (*double turnover*, situazione in cui entrambi i frisbee sono nelle mani della stessa squadra contemporaneamente).

### Punteggio e vittoria
- Le partite si giocano generalmente a *21 punti, con l'obbligo di un distacco di almeno **2 punti* per decretare la vittoria.
- Le competizioni ufficiali prevedono *partite al meglio di tre set*, con ciascun set vinto dalla prima squadra che raggiunge 21 punti.

### Strategie di gioco
Il Double Disc Court è un gioco che richiede precisione nei lanci, rapidità di riflessi e un'elevata cooperazione tra i compagni di squadra. Le principali strategie includono:
- *Attacco simultaneo*: tentare di sincronizzare i lanci per mettere gli avversari in difficoltà e indurli a commettere un double turnover.
- *Lanci angolati*: colpire gli angoli del campo per ridurre le possibilità di recupero dell’avversario.
- *Lanci flottanti*: sfruttare la traiettoria del disco per farlo atterrare lentamente e rendere più difficile la difesa.
- *Posizionamento difensivo*: i due giocatori devono muoversi in sincronia per coprire al meglio il campo e prevenire errori di ricezione.

## Competizioni e diffusione
Il Double Disc Court è riconosciuto dalla *World Flying Disc Federation (WFDF)* ed è presente in competizioni nazionali e internazionali, tra cui i *World Flying Disc Championships*. Il gioco è praticato soprattutto negli Stati Uniti, in Germania, in Giappone e in altri paesi europei, dove esistono tornei dedicati e club specializzati.

## Curiosità
- Il Double Disc Court è uno dei pochi sport con il frisbee in cui si gioca con due dischi contemporaneamente.
- La strategia avanzata del DDC lo rende un gioco molto tecnico, dove il tempismo e la coordinazione sono fondamentali per vincere.
- Nonostante sia meno popolare rispetto ad altri sport con il frisbee, come l’Ultimate, il DDC ha una comunità di giocatori molto appassionata e attiva.

## Dischi utilizzati
Il disco modello Wham-O Pro da 110 grammi è il disco ufficiale per DDC, ma è possibile utilizzare anche dischi simili.